# GKART
GKART, également connu sous le nom de QQ Speed ou Speed Drifters, est un jeu de course de karting en ligne massivement multijoueur développé par TiMi Studios et publié par Tencent Games et Garena. Le jeu est initialement sorti en Chine sous le nom de QQ Speed en 2010 et a gagné une énorme popularité en Chine, avec un nombre record de 2 millions de joueurs en ligne au même moment en 2011. Le jeu a été fortement inspiré par la franchise Mario Kart de Nintendo.
Garena a introduit GKART dans 13 pays, dont Singapour, la Malaisie, l'Australie et les États-Unis en 2011. GKART a été sélectionné pour les World Cyber Games (WCG) à Singapour et en Chine la même année. Le jeu a été arrêté le 31 mars 2012, avant d'être réédité par la suite. La version du jeu mobile a été lancée le 29 décembre 2017 sous le nom de QQ Speed: Mobile en Chine, et le 16 janvier 2019 sous le nom de Garena Speed Drifters pour les marchés hors de la Chine continentale.
En janvier 2020, QQ Speed compte 700 millions de joueurs dans le monde, dont 200 millions de joueurs mobiles. La version mobile a rapporté 799 millions de dollars en 2017-2018. 